# Барсуков, Владимир Викторович
Влади́мир Ви́кторович Барсуко́в (2 декабря 1922, Тобольск — 3 сентября 1989) — советский ихтиолог, доктор биологических наук, специалист по систематике скорпенообразных.

## Биография
Родился в семье учителей 2 декабря 1922 года в Тобольске. В 1940 году стал студентом Пермского университета. В 1943 по 1945 годы участвовал в Великой Отечественной войне. После окончания войны возобновил учёбу в университете и окончил его в 1949 году. В 1953 году окончил аспирантуру Зоологического института и защитил кандидатскую диссертацию по теме «Обзор рыб семейства зубаток                    (Anarhichadidae)». В 1953—1954 году работал на биологической станции «Борок», затем перешёл на работу в Зоологический институт. В течение 17 лет (с 1971 по 1987 г.) был заведующим лаборатории ихтиологии. В 1981 году защитил докторскую диссертацию по теме «Морские окуни Sebastinae Мирового океана — их морфология, экология, распространение, расселение и эволюция». Под его руководством защищены 2 кандидатских диссертации.  Умер 3 сентября 1989 года после тяжелой и продолжительной болезни .

## Научные достижения
Был одним из крупнейших специалистов по систематике скорпенообразных. Провёл ревизию мировой фауны морских окуней. На основе анатомических, физиологических и экологических данных выявил их родственные связи, особенности видообразования и распространения. Впервые для науки описал 15 новых таксонов рыб. Исследовал особенности гидродинамики чешуйчатого покрова рыб. Был экспертом Научного совета по биосфере Мирового океана. Он избран почетным членом Американского общества ихтиологов и герпетологов.

## Избранные публикации
Автор более 100 публикаций, в том числе:
- Барсуков В. В. Сем. Зубаток (Anarhichadidae) // Фауна СССР. Рыбы. — М.—Л.: Издательство АН СССР, 1959. — Т. 5, вып. 5. — 174 с. — (Новая серия № 73).
- Барсуков В. В. О возрасте обского муксуна и о некоторых теоретических вопросах // Зоологический журнал. — 1960. — Т. 39, № 10. — С. 1525—1530.
- Барсуков В. В. О сроках смены зубов у атлантических зубаток (Anarhichadidae) // Зоологический журнал. — 1961. — Т. 40, № 3. — С. 462—461.
- Barsukov V. V., Zhiteneva T. S. The changes in body proportions of pacific ocean perch (Sebastes alutus Gilbert) at different periods of its ontogeny in Alaska bay (англ.) // Hydrobiological Journal. — 2003. — Vol. 39, no. 4. — P. 54—64. — doi:10.1615/HydrobJ.v39.i4.50.

## Научные консультации
- Научный консультант фильма «Узники Пермского моря».